# Pasticceria Sandri
La Pasticceria Sandri è un locale storico della città di Perugia, situato lungo Corso Vannucci, al numero 32. Fa parte dei locali storici d'Italia.

## Storia

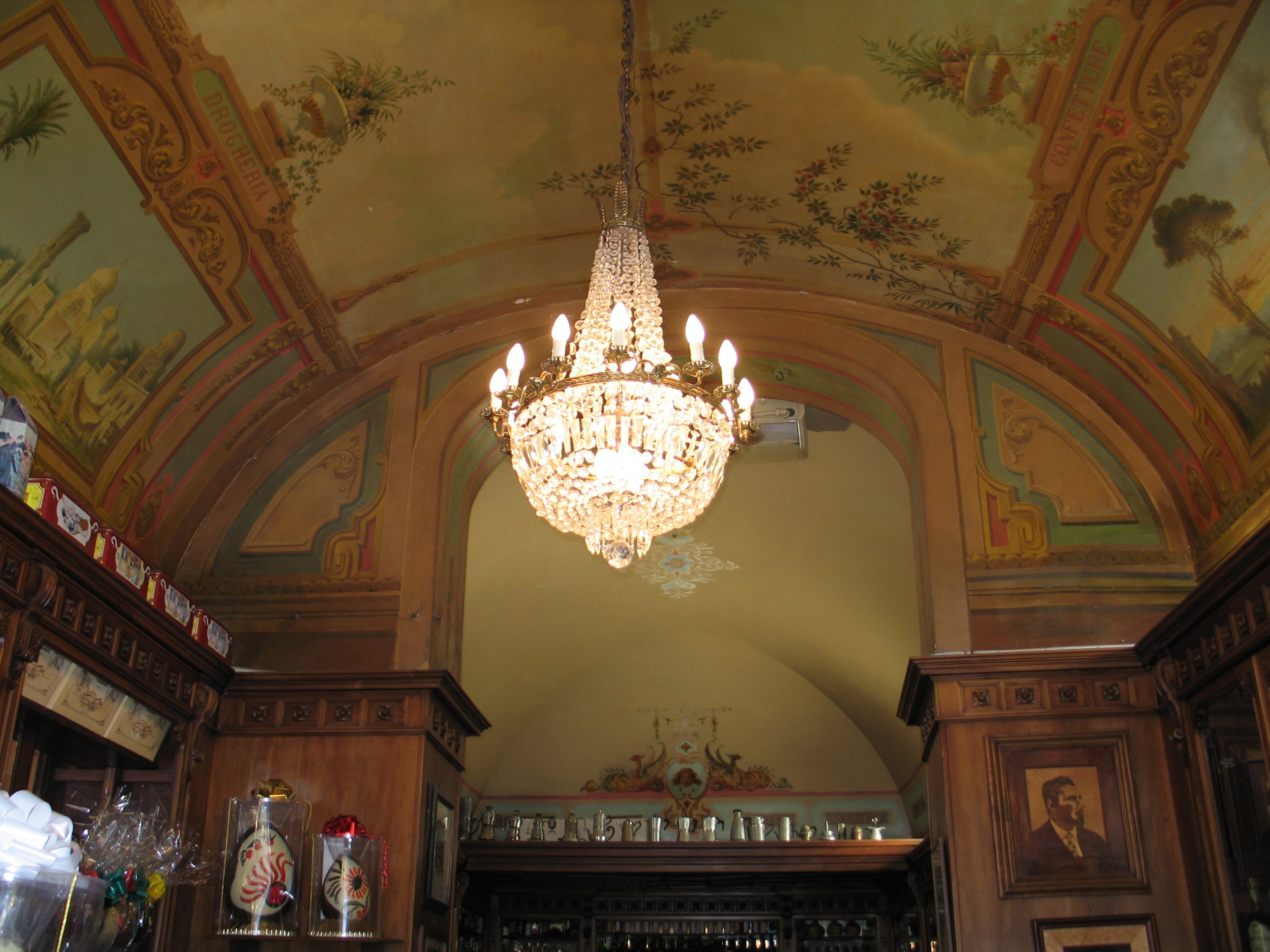
Il soffitto affrescato

Giacomo Schucani (nome italianizzato di Jachen Schucan), fondatore della Pasticceria Sandri, svizzero engadinese, nasce a Ftan (Canton Grigioni) il 31 marzo 1831. Il primo documento che attesta ufficialmente la sua presenza a Perugia risale al settembre 1876, data in cui secondo gli archivi del Tribunale nasce il suo terzogenito Guglielmo; tuttavia doveva essere presente in città gìà da tempo, in quanto all'epoca risultava proprietario di una drogheria collocata in un signorile palazzo della centrale via del Corso (in seguito Corso Vannucci).
Nel corso degli anni l'attività commerciale si espande conquistando ampi spazi in città e offrendo nuove merci: Giacomo Schucani nel 1878 risulta infatti proprietario di altre due botteghe in Piazza del Sopramuro (attuale piazza Matteotti) e pochi anni dopo al commercio delle spezie si aggiunge quello delle candele pregiate. Dopo la morte del fondatore nel 1899, la ditta paterna, ereditata dal primogenito Claudio, si estende al commercio del caffè, dei confetti e bottiglie di liquori prodotte dagli stessi Schucani.
Alla prematura scomparsa di Claudio nel 1915, l'amministrazione della ditta Schucani, stante la minore età degli eredi, viene affidata a dei tutori, che non si dimostrano però all'altezza dell'incarico. Le perdite registrate sono ingenti e si salvano solo la bottega sul Corso e la casa familiare di via del Dado, grazie all'intervento di Nicola Zonder, lontano parente del padre, anch'esso appartenente alla comunità engadinese in Italia. È a quest'ultimo che si deve l'attuale denominazione della Pasticceria Sandri: divenuto titolare della ditta, Zonder le darà il proprio nome italianizzandolo in Sandri.
Divenuto adulto e quindi capace di occuparsi degli affari in prima persona, Guglielmo Schucani, figlio dello scomparso Claudio, diventa prima socio e poi rientra in pieno possesso della ditta di famiglia. Il prestigioso locale è stato amministrato dai discendenti di Giacomo fino alla quinta generazione (Carla e Nicoletta Schucani). Sono entrati nella pasticceria importanti personaggi, quali: Riccardo Bacchelli, Curzio Malaparte, Herbert von Karajan, il re Gustavo VI Adolfo di Svezia, la regina Beatrice d'Olanda, la regina madre di Gran Bretagna Elizabeth.
Nel luglio 2013 il bar chiuse, riaprendo poi con una nuova gestione il 28 marzo 2014. Dopo una nuova chiusura di circa due anni, nel dicembre 2021 gli imprenditori perugini Fabrizio Rossetti, Paris Ricci e Gianluca Rossini hanno rilevato l'attività riaprendo lo storico locale.

## Descrizione

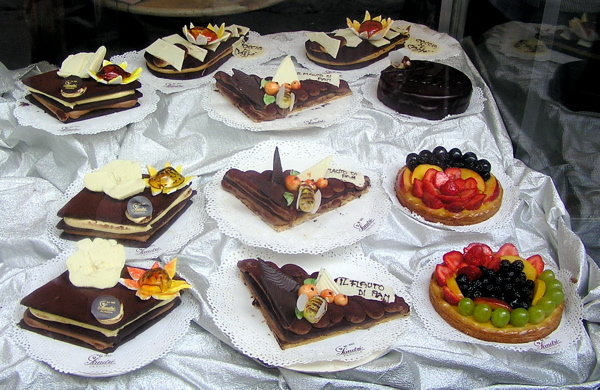
Vetrina

### Architettura
I soffitti del Caffè sono impreziositi dalla volta affrescata da un allievo del pittore perugino Annibale Brugnoli (1843-1915), con decorazioni ed emblemi araldici elvetici e dei Savoia: l'arredamento della fine dell'Ottocento è in noce massiccio e in stile Art Nouveau, con marmi, cristalli, posateria d'argento e servizi di piatti, tè e caffè in porcellana dello stesso periodo. Fino agli anni settanta era diventata leggendaria, per i perugini, la signora Maria Barigiani Crispolti, suocera di Guglielmo Schucani, che, agghindata con un pregiato scialle, fu molta attiva nella pasticceria, specialmente nelle operazioni di cassa.

### Prodotti
I prodotti più richiesti sono principalmente: le torte al cioccolato, il gelato, il caffè, la torta Sacher, i bignè alla Pompadour, il torciglione perugino (dolce secco a base di pasta di mandorle che ricorda un serpente attorcigliato). Fu il viennese Franz Sacher che scambiò con Giacomo la ricetta della sua famosa torta, creata nel 1832 per il cancelliere Klemens von Metternich, con quella dei menzionati bignè. La ricca vetrina di Sandri divenne, così, un'autentica attrazione per i perugini e per i turisti.